# 391 Ingeborg
A 391 Ingeborg (ideiglenes jelöléssel 1894 BE) egy marsközeli kisbolygó. Maximilian Franz Joseph Cornelius Wolf fedezte fel 1894. november 1-jén.